# Хайань
Хайа́нь (кит. упр. 海安, пиньинь Hǎi'ān) — городской уезд городского округа Наньтун провинции Цзянсу (КНР).

## История
Во времена империи Цзинь в 411 году был создан уезд Нинхай (宁海县). Позднее, во время южной империи Сун, в 471 году западная часть уезда Нинхай была выделена в уезд Хайань (海安县), однако позднее уезд Хайань был вновь присоединён к уезду Нинхай.
Во времена империи Тан в 708 году восточная часть уезда Хайлин (海陵县) была выделена в отдельный уезд, получивший название Хайань, но в 722 году уезд Хайань был вновь присоединён к уезду Хайлин.
Во времена империи Цин в 1768 году северо-восточная часть уезда Хайлин была выделена в уезд Дунтай (东台县). Таким образом, к моменту Синьхайской революции юго-восточная часть современного Хайаня входила в состав уезда Жугао области Тунчжоу, северная часть — в состав уезда Дунтай, центральная и западная части — в состав Тайчжоу.
Во время Второй мировой войны эти земли стали зоной действий партизан-коммунистов из Новой 4-й армии, которые стали устанавливать собственные органы власти. В 1943 году ими был создан уезд Цзыши (紫石县). Впоследствии, во время гражданской войны, его границы постоянно изменялись, а в марте 1948 года уезд Цзыши был переименован в Хайань.
В 1949 году был создан Специальный район Наньтун (南通专区), и уезд вошёл в его состав. В 1970 году Специальный район Наньтун был переименован в Округ Наньтун (南通地区).
В 1983 году были расформированы город Наньтун и округ Наньтун, и был образован городской округ Наньтун.
В 2018 году уезд Хайань был преобразован в городской уезд.

## Административное деление
Городской уезд делится на 10 посёлков.